# مسجد خضر سمرقند
مسجد خضر، در شهر تاريخی سمرقند و در کشور ازبکستان واقع شده است. بنای قديمی اين مسجد روی تپه‌ای قرار دارد. مسجد خضر، اولين مسجدی است که بعد از ورود اسلام به اين سرزمين ساخته شده است.

## تاریخچه
مسجد خضر اولین مسجدی‌است که در ازبکستان ساخته شده است.
به نظر می‌رسد که این مسجد در زمان فتح سمرقند به دست قثم بن عباس، به دست تازیان بر روی آتشکده/عبادت‌گاهی بنا شده است. آنان مجسمه های مذهبی آن عبادت‌گاه را شکستند و آن را تخریب کردند و این مسجد را بر روی آن ساختند. این بنا در سال ۱۸۵۴ میلادی مورد بازسازی قرار گرفت.
علت نامگذاری:
این نام پیشینه‌ تاریخی ندارد و نامی است که مردم محلی روی این مسجد گذاشته‌اند. اقليتی که پيرو مسلک خاصی هستند، اعتقاد دارند قبری که در این مسجد قرار دارد متعلق به خضر پیامبر است. حال آن‌که بنا به باور های اسلامی مسلمانان، خضر نبی جاویدالعمر بوده هنوز زنده است.

## ویژگی‌ها

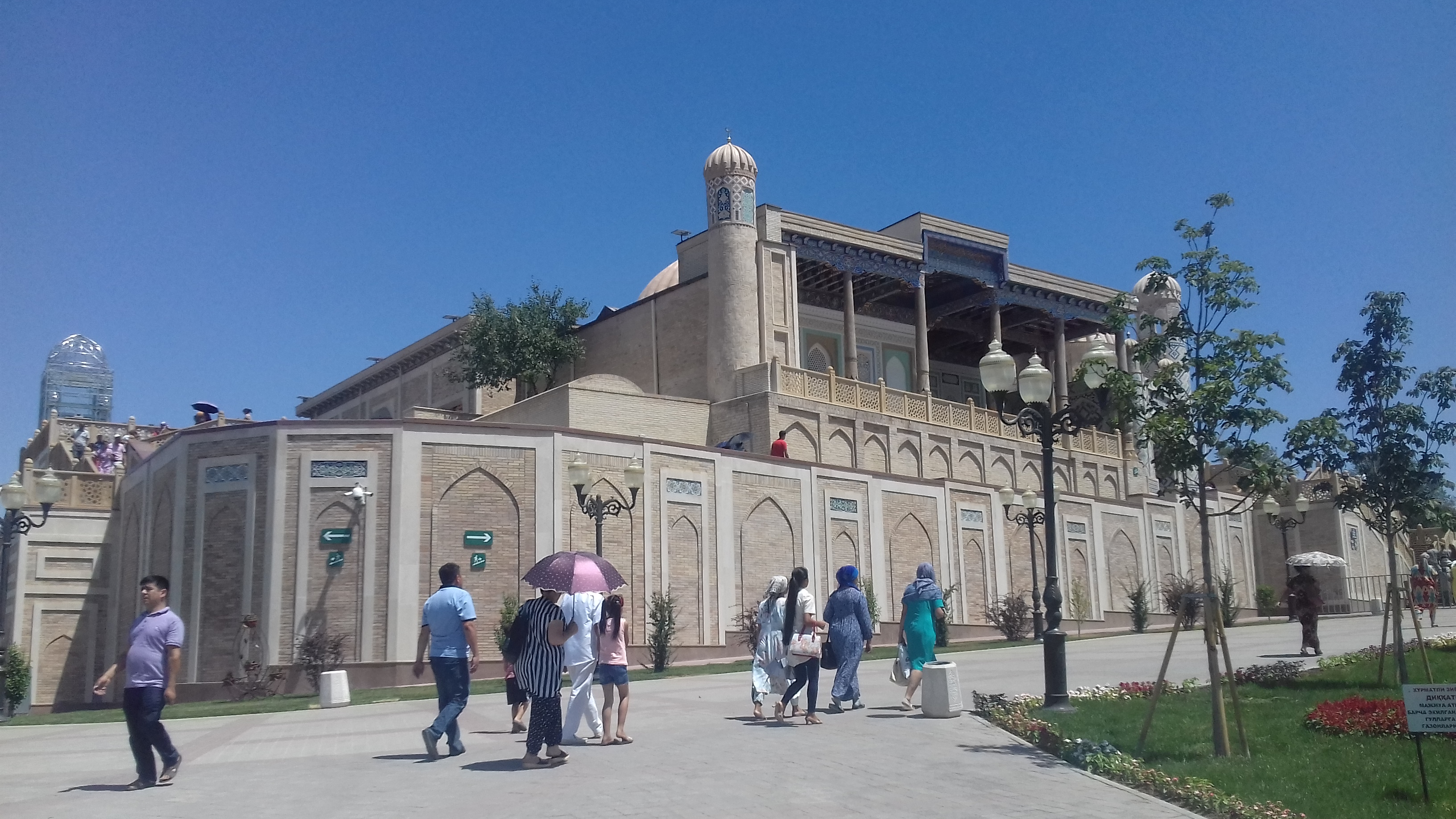
دورنمای مسجد خضر

اين مسجد مانند مساجد ديگر، دارای گنبدی بزرگ و دو مناره و شامل يک ايوان سقف‌دار بزرگ با ستون‌های چوبی است. کاشی‌کاری مسجد خضر به سبک کاشی‌کاری تبتی است، که ازبک‌ها آن را يادگار تبتی‌ها می‌دانند.
درها، پنجره‌ها و ستون‌های اين مسجد همگی چوبی است و کنده‌کاری‌ های زيبايی با دست روی آن‌ها شکل گرفته است.